# Philippe Guillotel
Philippe Guillotel, né en 1955 à Paris, est un artiste plasticien et costumier travaillant pour le cinéma et les arts de la scène.

## Biographie
Philippe Guillotel s'est rendu célèbre avec les créations des costumes des spectacles de la compagnie DCA, de Philippe Decouflé avec lequel il a engagé une collaboration depuis 1986. On lui doit notamment les costumes très remarqués de la cérémonie d'ouverture des Jeux olympiques d'hiver d'Albertville, en 1992. Il est actuellement le costumier des ballets de Monte-Carlo, 
Il a par ailleurs créé de nombreux costumes utilisés dans des spots publicitaires (les fameuses bouteilles Orangina) ou des clips vidéos (pour Zouk Machine, Alain Souchon...). Plus récemment il a été le concepteur des costumes des films Doggy Bag et Astérix et Obélix : Mission Cléopâtre.

## Principales réalisations
- 1986 : Codex, de Philippe Decouflé
- 1989 : Défilé du bicentenaire de la Révolution, de Jean-Paul Goude
- 1990 : Triton, de Philippe Decouflé
- 1992 : Cérémonies d’ouverture et de clôture des Jeux olympiques d’hiver d’Albertville, de Philippe Decouflé
- 1993 : Starmania, mise en scène de Lewis Furey
- 1994 : Petites pièces montées, de Philippe Decouflé
- 1995 : Orangina — vidéo publicitaire, de Alain Chabat
- 1995 : Decodex — festival de Marseille, de Philippe Decouflé (Prix national de la danse 1996)
- 1997 : Cérémonie d’ouverture du 50e Festival de Cannes, de Philippe Decouflé
- 1998 : Cérémonie d’ouverture de la Coupe du monde de football 1998, de Jean-Paul Levy-Trumet
- 1998 : Shazam!, de Philippe Decouflé
- 2001 : La Belle — Ballets de Monte-Carlo, de Jean-Christophe Maillot (Prix Nijinski du meilleur spectacle en 2003)
- 2002 : Astérix et Obélix : Mission Cléopâtre — film de Alain Chabat (César des meilleurs costumes 2003)
- 2003 : Tricodex — Ballet de l’Opéra de Lyon, de Philippe Decouflé
- 2006 : The Beatles LOVE — Cirque du Soleil, de Dominic Champagne
- 2006 : Le Songe — Ballets de Monte-Carlo, de Jean-Christophe Maillot
- 2006 : Sombrero — Compagnie D.C.A, de Philippe Decouflé
- 2007 : Faust (opéra de Gounod) — Opéra de Wiesbaden, de Jean-Christophe Maillot
- 2008 : Faust — Ballets de Monte-Carlo, de Jean-Christophe Maillot
- 2011 : Iris — Cirque du Soleil au Kodak Theatre (Los Angeles), de Philippe Decouflé
- 2011 : Lac — Ballets de Monte-Carlo, de Jean-Christophe Maillot
- 2012 : Panorama — Compagnie D.C.A, de Philippe Decouflé
- 2012 : Robe Coupole — centenaire de la coupole des Galeries Lafayette, de Jean-Paul Goude
- 2013 : Chorée — Ballets de Monte-Carlo, de Jean-Christophe Maillot
- 2013 : Casse-Noisette & Cie — Ballets de Monte-Carlo, de Jean-Christophe Maillot
- 2014 : Kurios — Cirque du Soleil, de Michel Laprise
- 2015 : La Caravane de Marrakech — Collectif Éclats de Lune / Marrakech du Rire

## Récompenses
- 2003 : César des meilleurs costumes pour le film Astérix et Obélix : Mission Cléopâtre.
- 2003 : Nyjinski du meilleur spectacle en 2003 pour La Belle - Ballets de Monte-Carlo (J.C.Maillot)